# Pteris pedicellata
Pteris pedicellata är en kantbräkenväxtart som beskrevs av Edwin Bingham Copeland. Pteris pedicellata ingår i släktet Pteris och familjen Pteridaceae. Inga underarter finns listade.